# Миханичи
Миханичи (на хърватски: Mihanići) е село в Хърватия, разположено в община Конавле, Дубровнишко-неретванска жупания. Намира се на 300 метра надморска височина. Населението му според преброяването през 2011 г. е 96 души. При преброяването на населението през 1991 г. има 157 жители, от тях 153 (97,45 %) хървати, 2 (1,27 %) сърби и 2 (1,27 %) неопределени.

## Население
Численост на населението според преброяванията през годините:
- 1857 – 176 души
- 1869 – 208 души
- 1880 – 179 души
- 1890 – 206 души
- 1900 – 672 души
- 1910 – 249 души
- 1921 – 217 души
- 1931 – 212 души
- 1948 – 212 души
- 1953 – 210 души
- 1961 – 185 души
- 1971 – 150 души
- 1981 – 156 души
- 1991 – 157 души
- 2001 – 106 души
- 2011 – 96 души